# Скорятино (Нижегородская область)
Скоря́тино  — село в Арзамасском районе Нижегородской области. Входит в состав Слизневского сельсовета.

## Общие сведения
Ранее называлось Кавлеи (от мордовского Каменный ручей )
Село расположено на реке Иржа, в 18 км от Арзамаса (административного центра района), рядом с селом Кузьмин Усад.

## Население
| 1999 | 2002 | 2010 |
| ---- | ---- | ---- |
| 124  | ↘72  | ↘68  |

## Улицы
В селе имеется одна улица: Центральная.

## Достопримечательности
В селе находится полуразрушенная в настоящее время церковь Покрова Пресвятой Богородицы.